# Ariel Williams Holloway
Ariel Williams Holloway (Mobile, 1905. március 3. – Plainfield, 1973. január 3.) afroamerikai költőnő, a harlemi reneszánsz résztvevője.

## Pályafutása
Holloway az alabamai Mobile-ban született Lucy Ariel Williams néven. Édesanyja Fannie Brandon tanárnő volt, édesapja pedig Dr. H. Roger Williams orvos és gyógyszerész. Tanulmányait a mobile-i Emerson Intézetben végezte, majd 1922-ben a Talladega College-ban diplomázott. A Tennessee állambeli Nashville-ben, a Fisk Egyetemen szerzett zenei diplomát (1926), majd az Oberlin Conservatory of Music-ra ment, ahol zongora szakon és ének szakon szerzett újabb zenei diplomát (1928). A nyaranta Fred Waring zenekarvezetőnél és a Columbia Egyetemen folytatta zenei tanulmányait.
1936-ban feleségül ment Joaquin M. Hollowayhez, egy postai dolgozóhoz, akivel a következő évben született egy fia, Joaquin Jr.
Williams ambíciója az volt, hogy koncertzongorista legyen, de a lehetőségek hiánya a zenetanítás felé terelte. Tanítói pályafutását a durhami North Carolina College for Negroes zenei igazgatójaként kezdte (1926-32), majd a mobile-i Dunbar High Schoolban (1932-1936), a floridai Fessenden Academyben (1936-1937) és az észak-karolinai Kings Mountain-i Lincoln Academyben (1938-39) tanított. 1939-ben Williams lett a mobile-i állami iskolarendszer első zenei felügyelője. Ezt a tisztséget 1973-ban bekövetkezett haláláig töltötte be.
1926 és 1935 között Williams öt verset publikált az Opportunityben, a harlemi reneszánsz egyik vezető folyóiratában. Egy verseskötete is megjelent Shape Them into Dreams címmel 1955-ben.

## Emlékezete
Szülővárosában, Mobile-ban általános iskola viseli a nevét.

## Fordítás
Ez a szócikk részben vagy egészben  az   Ariel Williams Holloway című angol Wikipédia-szócikk fordításán alapul.  Az eredeti cikk szerkesztőit annak laptörténete sorolja fel. Ez a jelzés csupán a megfogalmazás eredetét és a szerzői jogokat jelzi, nem szolgál a cikkben szereplő információk forrásmegjelöléseként.